# Ивано-Франковск
Ивано-Франковск (укр. Івано-Франківськ, пољ. Stanisławów) град је у западној Украјини и главни град истоимене области. Добио је име по књижевнику Ивану Франку. Према процени из 2012. у граду је живело 224.660 становника.
Изграђен средином 17. века као тврђава пољске породице Потоцки, Станиславов је припао Хабзбуршкој монархији током Прве поделе Пољске 1772. године, након чега је био у саставу Аустријског царства 1804. године. Тврђава је полако претворена у један од најистакнутијих градова у подножју Карпата. Након Првог светског рата, неколико месеци је био привремена престоница Западноукрајинске Народне Републике. Након Ришког споразума, Станиславов је постао део Друге пољске републике. Након совјетске инвазије Пољске, на почетку Другог светског рата, град је анектирао Совјетски Савез, да би га две године касније окупирао Трећи рајх. Ослобађањем Совјетске Украјине 1944. године и променом граница, комунистички режим је градом управљао наредних четири и по деценија. Неколико година пре распада Совјетског Савеза, у граду је подигнута плаво-жута застава као симбол независне Украјине..
Посетиоци града могу уочити елементе различитих култура испреплетених у Ивано-Франковску, пољска градска кућа, пословни центар аустроугарског града, совјетски монтажни стамбени блокови на сеоском и урбаном ободу града итд. Ивано-Франковск је такође један од главних градова Карпатске Еврорегије.

## Назив града
Станиславов је основан као тврђава и добио је име по пољском хетману Станиславу Потоцком. Неки извори тврде да је име добио по његовом унуку, такође Станиславу. Након Прве поделе Пољске 1772. године, име је на немачком језику преписано као Станислау, пошто је град постао део Аустријског царства (будуће Аустроугарске), међутим, након револуције 1848., град је носио три различита језичка превода свог имена: немачки, пољски, и рутенски (укр.  [Stanislaviv Stanyslaviv]). Остали преводи који се користе у локалним медијима укључују рус. Станиславов и јид. סטאַניסלאוו.
Након Другог светског рата совјетске власти су назив града промениле у поједностављену верзију Станислав (укр. Станіслав, рус. Станислав). Град је 1962. године, на 300. годишњицу оснивања, преименован је у част украјинског писца Ивана Франка. Због сложеног имена града, становници га незванично називају једноставно Франик. Иако је Ивано-Франковск званично прихваћено име, првобитно име града никада није у потпуности напуштено и / или заборављено и може се наћи у граду у свим варијантама.
Име града мењало се неколико пута кроз векове. Основан је као Станиславов, али 1772. транслитерација се променила у Станислау, 1919. у Станиславив и поново у Станиславов. Године 1939. транслитерација се променила у Станислав, 1941. у Станислау, 1944. поново у Станислав. И коначно, 9. новембра 1962. године име је званично променио први секретар Никита Хрушчов, наводно у част песнику Ивану Франку.

## Историја
Град Станиславов основан је као тврђава у циљу заштите Државне заједнице Пољске и Литваније од татарских упада и одбране мултиетничког становништва региона у случају оружаних сукоба, попут устанка Богдана Хмељницког 1648. године. Утврђење је првобитно саграђено поред села Заболотив (познато од 1435), и села Књахинин (1449). Село Заболотив и земљиште око села купио је Анджеј Потоцко од другог пољског племића, Жечковског. Потоцки је издао декларацију о оснивању града са Магдебуршким правом 7. маја 1662., али град и његова права, међутим, пољска круна није признала све до 14. августа 1663., када га је Јан Казимир коначно признао. До 1672. године тврђава је обновљена, дрвене грађевине замењене су грађевинама од камена, цигле и малтера. Такође је на месту старије дрвене грађевине подигнута нова велика утврђена палата Потоцки. Данас ова зграда служи као војна болница. Исте године Јевреји су добили право да постану стални становници, који могу радити, обављати трговину и слободно се кретати у граду и ван њега.
Првобитно је град био подељен на два округа: Тисмениција и Халич. Негде 1817–1819. године суседно село Заболотија, које је имало посебан статус, укључено је у град као нова област, док је округ Тисмениција подељен на округ Тисмениција и Лисец. Свака област је имала своју главну улицу која одговара њеном називу: улица Халич (Халички округ), улица Тшменица која је данас Улица независности (округ Тисмениција), улица Заболотив - улица Михаила Грушевског и улица Василијанок (округ Заболотија), и улица Лисец - улица хетмана Мазепа (округ Лисец). Касније је град подељен на шест мањих четврти: средина града у којој је живело богато католичко становништво и патрицији, пиџамче, и четири предграђа - Заболотив, Тисмениција, Халич и Лисец у којима су живели плебејци.
Октобра 1918. Аустроугарска се распала и проглашена је Западноукрајинска Народна Република (ЗУНР). У првим месецима 1919. године (од јануара до маја) град је био привремена престоница Западноукрајинске Народне Републике, док се још опорављао од Првог светског рата. Све државне ствари одвијале су се у згради хотела Дњистер, где је био састављен и потписан Акт Злуки (Акт о уједињењу) 22. јануара 1919. године чиме је проглашена Украјинска Народна Република.  Исте године град је био предмет Пољско-украјинског и Румунско-украјинског конфликта, да би га на крају анектирала Пољска као део Друге пољске републике. Град је постао седиште Станиславовског војводства. У летњим месецима од 25. маја до 21. августа 1919. окупирала га је румунска војска. Током Пољско-совјетског рата 1920. године, Црвена армија је краткотрајно заузела град. Након повлачења Совјета, украјинске трупе одане Симону Петљури неколико дана су окупирале град. У овом периоду историје град је био у потпуном хаосу.
У инвазији на Пољску 1939. године од стране Трећег рајха и совјетских трупа, територију града заузели су Совјети септембра 1939. и укључили је у састав Украјинске ССР. Између септембра 1939. и јуна 1941. совјетски режим наредио је хиљадама становника града да напусте своје куће и преселе се у Сибир, где је већина њих настрадала. Бројни људи су извучени из градског затвора и једноставно стрељани изван града када су га совјетске снаге напустиле 1941. Ивано-Франковск су окупирале немачке снаге од 2. јула 1941. до 27. јула 1944. Било је више од 40.000 Јевреја у Станиславову, када га је 26. јула 1941. окупирала Немачка. Током окупације (1941–1944) убијено је више од 600 образованих Пољака и већина јеврејског становништва града.
Почетком 1944. град је постао део Совјетског Савеза и преименован је у "Станислав". Совјети су приморали већину пољског становништва да напусти град, већина се настанила на новоприкљученим пољским територијама. Током послератног периода град је био део Карпатске војне области у којој је била распоређена совјетска 38. армија која је учествовала у Операцији Дунав.

### Временска линија
- 1650–1662: оснивање приватне тврђаве Потоцки и тражење Магдебуршког права
- 1662–1772: Станиславов, Државна заједница Пољске и Литваније (у Краљевини Пољској),
- 1772–1815: Станислау, Хабзбуршка монархија (у Краљевини Галицији и Лодомерији),
- 1815–1918: Станислау, Аустријско царство, затим Аустроугарска,
- новембар 1918 – мај 1919: Станиславив, Западноукрајинска Народна Република,
- мај 1919 – септембар 1939: Станиславов, Друга пољска република, седиште Станиславовског војводства,
- октобар 1939 – јун 1941: Станиславив, Украјинска Совјетска Социјалистичка Република,
- јул 1941 – август 1944: Станислау, седиште округа Станислау, дистрикт Галиција, Генерално губернаторство,
- август 1944 – 9. новембар 1962.: Станислав,
- 9. новембар 1962.: преименован у Ивано-Франковск, седиште области, Украјинска Совјетска Социјалистичка Република,
- Након 1991: Ивано-Франковск, независна Украјина.

## Географија
Град се налази у карпатском региону североисточно од планинског ланца, а налази се на око 120 метара изнад нивоа мора. Једна од неколико главних географских карактеристика је брдо Вовчинец, такође познато као планине Вовчинец. Брдо досеже 300-350 метара надморске висине и део је Покутјске висоравни (висија). Око брда се река Бистриција грана у Надвирнску Бистрицију, Солотвинску Бистрицију и Ворону. Последње две реке су природна граница између Покутјске висоравни и Станиславског басена. Брдо Вовчинец налази се непосредно изван и североисточно од Ивано-Франковска. Смештено југоисточно од Станиславског басена у правцу долине реке Прут и Хоросненске висоравни (Прут-Бистриција). Највиша тачка висоравни је врх Хостра, 425 метара.
Најближи суседни град је Тимениција, удаљености мање од 10 километара источно. Остали градови који се налазе у радијусу од 25 до 30 км су Тлумач (исток), Надвирна (југ), Калуш (запад) и Галич (север). 

### Клима
Као у већини Украјине, клима је умерено континентална са топлим летима и прилично хладним зимама. Просечан број дана са падавинама је 170. Већина падавина долази током зимских месеци, а најмање током ране јесени. Олује са грмљавинама се јављају углавном у летним месецима, у просеку око 25 дана годишње. Ивано-Франковск у просеку има око 296 магловитих дана годишње, а око 24 месечно.
| Клима Ивано-Франковска (1981–2010, екстреми 1948 – данас)                          | Клима Ивано-Франковска (1981–2010, екстреми 1948 – данас) | Клима Ивано-Франковска (1981–2010, екстреми 1948 – данас) | Клима Ивано-Франковска (1981–2010, екстреми 1948 – данас) | Клима Ивано-Франковска (1981–2010, екстреми 1948 – данас) | Клима Ивано-Франковска (1981–2010, екстреми 1948 – данас) | Клима Ивано-Франковска (1981–2010, екстреми 1948 – данас) | Клима Ивано-Франковска (1981–2010, екстреми 1948 – данас) | Клима Ивано-Франковска (1981–2010, екстреми 1948 – данас) | Клима Ивано-Франковска (1981–2010, екстреми 1948 – данас) | Клима Ивано-Франковска (1981–2010, екстреми 1948 – данас) | Клима Ивано-Франковска (1981–2010, екстреми 1948 – данас) | Клима Ивано-Франковска (1981–2010, екстреми 1948 – данас) | Клима Ивано-Франковска (1981–2010, екстреми 1948 – данас) |
| Показатељ \ Месец                                                                  | .Јан.                                                     | .Феб.                                                     | .Мар.                                                     | .Апр.                                                     | .Мај.                                                     | .Јун.                                                     | .Јул.                                                     | .Авг.                                                     | .Сеп.                                                     | .Окт.                                                     | .Нов.                                                     | .Дец.                                                     | .Год.                                                     |
| ---------------------------------------------------------------------------------- | --------------------------------------------------------- | --------------------------------------------------------- | --------------------------------------------------------- | --------------------------------------------------------- | --------------------------------------------------------- | --------------------------------------------------------- | --------------------------------------------------------- | --------------------------------------------------------- | --------------------------------------------------------- | --------------------------------------------------------- | --------------------------------------------------------- | --------------------------------------------------------- | --------------------------------------------------------- |
| Апсолутни максимум, °C (°F)                                                        | 16,1 (61)                                                 | 20,9 (69,6)                                               | 26,0 (78,8)                                               | 30,4 (86,7)                                               | 32,2 (90)                                                 | 33,9 (93)                                                 | 37,1 (98,8)                                               | 37,2 (99)                                                 | 36,3 (97,3)                                               | 28,4 (83,1)                                               | 22,1 (71,8)                                               | 19,1 (66,4)                                               | 37,2 (99)                                                 |
| Максимум, °C (°F)                                                                  | 0,5 (32,9)                                                | 2,3 (36,1)                                                | 7,2 (45)                                                  | 14,4 (57,9)                                               | 20,3 (68,5)                                               | 22,8 (73)                                                 | 25,0 (77)                                                 | 24,4 (75,9)                                               | 19,4 (66,9)                                               | 13,7 (56,7)                                               | 6,4 (43,5)                                                | 1,2 (34,2)                                                | 13,1 (55,6)                                               |
| Просек, °C (°F)                                                                    | −3,3 (26,1)                                               | −2,1 (28,2)                                               | 2,2 (36)                                                  | 8,5 (47,3)                                                | 14,0 (57,2)                                               | 17,0 (62,6)                                               | 19,0 (66,2)                                               | 18,2 (64,8)                                               | 13,4 (56,1)                                               | 8,1 (46,6)                                                | 2,4 (36,3)                                                | −2,2 (28)                                                 | 7,9 (46,2)                                                |
| Минимум, °C (°F)                                                                   | −7,0 (19,4)                                               | −5,9 (21,4)                                               | −2,1 (28,2)                                               | 3,2 (37,8)                                                | 8,2 (46,8)                                                | 11,6 (52,9)                                               | 13,6 (56,5)                                               | 12,8 (55)                                                 | 8,4 (47,1)                                                | 3,6 (38,5)                                                | −1,1 (30)                                                 | −5,4 (22,3)                                               | 3,3 (37,9)                                                |
| Апсолутни минимум, °C (°F)                                                         | −33,9 (−29)                                               | −32,5 (−26,5)                                             | −26,1 (−15)                                               | −11,1 (12)                                                | −3,9 (25)                                                 | 0,0 (32)                                                  | 3,9 (39)                                                  | 3,4 (38,1)                                                | −4,0 (24,8)                                               | −14,2 (6,4)                                               | −18,7 (−1,7)                                              | −35,7 (−32,3)                                             | −35,7 (−32,3)                                             |
| Количина падавина, mm (in)                                                         | 27 (1,06)                                                 | 32 (1,26)                                                 | 36 (1,42)                                                 | 49 (1,93)                                                 | 75 (2,95)                                                 | 88 (3,46)                                                 | 91 (3,58)                                                 | 74 (2,91)                                                 | 63 (2,48)                                                 | 42 (1,65)                                                 | 33 (1,3)                                                  | 36 (1,42)                                                 | 644 (25,35)                                               |
| Дани са падавинама                                                                 | 19,6                                                      | 18,0                                                      | 18,4                                                      | 13,1                                                      | 13,6                                                      | 13,2                                                      | 11,3                                                      | 8,7                                                       | 11,4                                                      | 11,7                                                      | 13,8                                                      | 17,7                                                      | 170,5                                                     |
| Дани са снегом                                                                     | 14                                                        | 13                                                        | 9                                                         | 3                                                         | 0                                                         | 0                                                         | 0                                                         | 0                                                         | 0                                                         | 1                                                         | 7                                                         | 13                                                        | 60                                                        |
| Релативна влажност, %                                                              | 83,4                                                      | 80,5                                                      | 74,9                                                      | 68,0                                                      | 70,2                                                      | 73,2                                                      | 74,6                                                      | 75,4                                                      | 78,5                                                      | 80,9                                                      | 84,8                                                      | 86,6                                                      | 77,6                                                      |
| Извор #1: Pogoda.ru.net                                                            |                                                           |                                                           |                                                           |                                                           |                                                           |                                                           |                                                           |                                                           |                                                           |                                                           |                                                           |                                                           |                                                           |
| Извор #2: Climatebase.ru(humidity and precipitation days), Weatherbase (snow days) |                                                           |                                                           |                                                           |                                                           |                                                           |                                                           |                                                           |                                                           |                                                           |                                                           |                                                           |                                                           |                                                           |

## Становништво
Према процени, у граду је 2012. живело 224.660 становника.
| 1732. | 1792. | 1849.  | 1880.  | 1914.  | 1921.  | 1931.  | 1979.   | 1989.   | 2001.   | 2007.   | 2008.   | 2009.   | 2012.   | 2017.   |
| ----- | ----- | ------ | ------ | ------ | ------ | ------ | ------- | ------- | ------- | ------- | ------- | ------- | ------- | ------- |
| 3.300 | 5.448 | 11.000 | 18.626 | 64.000 | 51.391 | 60.626 | 149.747 | 214.021 | 218.359 | 222.538 | 223.634 | 224.401 | 224.660 | 255.100 |

Напомена: Историјски подаци о становништву преузети су са портала Ивано-Франковска, more recent – the Regional Directorate of Statistics. Постоје и друге информације о расту становништва као што је "JewishGen". Са звездицом су идентификоване године приближних података. У 18. веку, диференцијација међу Пољацима и Украјинцима била је по верској припадности, а не по етничкој припадности (католици против православаца).
| 1732 популација - Словени – 1,518 - Јевреји – 1,420 - Јермени – 333 - непознато – 29 |  | 1792 популација - Словени – 2,526 - Јевреји – 2,412 - Јермени – 510 |  | 1869 популација - Јевреји – 8,088 - Пољаци – 4,221 - Украјинци – 2,236 - остали – 186 - Јермени – 55 |  | 1880 популација - Јевреји – 10,023 - Пољаци – 5,584 - Украјинци – 2,794 - Немци – 135 - Јермени – 90 |

| 1900 популација - Јевреји – 13,826 - Пољаци – 8,334 - Украјинци – 4,606 - Немци – 149 - Јермени – 58 - Чеси – 39 |  | 1910 популација - Јевреји – 15,161 - Пољаци – 9,065 - Украјинци – 5,624 |  | 1921 популација - Пољаци – 21,581 - Јевреји – 20,208 - Украјинци – 8,441 - Немци – 1,076 - остали – 74 - Чеси – 11 |

### Администрација
И градска и регионална управа, као и регионално веће налазе се у великој белој згради у улици Хрушевског, локално познатој као Били Дим или Били Будинок. Испред зграде налази се велики отворени простор који је омеђен Шепталном улицом на североистоку, улицом Хрушевског на југоистоку и Мелничуковом улицом на југозападном. Поред зграде се налази споменик у част уједињења западне Украјине са остатком Украјине. Главна карактеристика меморијала је висока мермерна стела, чије су обе стране украшене киповима: камењар (запад) и кобзар (исток).

### Бивши градоначелници
- Богдан Борович (ОУН) јул 1994 – јун 1998
- Зиновиј Шкутјак (Наша Украјина) март 1998 – 26. март 2006
- Виктор Ањушкевичус (Украјинска народна партија) 26. март 2006 – 2015
- Руслан Марцинкив (Свеукрајинска унија „Свобода“) 2015 -

### Улице
Сва имена улица која одражавају градску совјетску или руску прошлост враћена су некадашњим именима или су им дата нова имена од националног историјског значаја или друга неспорна имена. На пример, улица Гагарина (која повезује град са предграђима) постала је улица Вовчинет, улица Суворова сада је улица Харбар, а Совјетска улица Независности.
Око 100 улица је преименовано.

### Градски тргови
Град има седам главних градских тргова, од којих су четири смештена у "староградском" делу града.
- Трг Виче Мајдан
- Пијачни трг
- Трг Шептицког
- Трг Привокзална
- Трг Мицкјевича
- Трг Слободе
- Европски трг

## Транспорт
Јавни транспорт
Град Ивано-Франковск има велику мрежу јавног превоза, укључујући аутобусе, тролејбусе, и таксије. Постоји девет тролејбуских рута и око 52 за редовне аутобусе. Неке руте се протежу изван града према оближњим селима.
Железнички саобраћај
Постоји један железнички терминал који је у служби железничке станице Ивано-Франковск. Постоје и мање железничке станице у суседним селима, укључујући Ухрињив и Хриплин. Све су део Лавовске железнице.
Аутобуси
До 2008. године, железнички терминал је такође имао и аутобуски терминал који је пружао неколико међуградских аутобуских линија, укључујући и неке међународне. У 2000. години започела је градња нове аутобуске станице поред железничког терминала у улици Зализњична. Свечано отварање нове аутобуске станице одржано је 22. маја 2010. Градоначелник града Виктор Ањушкевичус изјавио је да је нова аутобуска станица само делимично завршена и да ће неко време бити потребно истоварати путнике на тргу Привокзална, који је већ оптерећен саобраћајем. Такође је нагласио потребу за још једном аутобуском станицом на периферији града.
Авиопревоз
Град опслужује Међународни аеродром Ивано-Франковск, коме је међународни статус додељен 1992. Аеродром своје објекте дели са 114. бригадом Ваздухопловних сила Украјине. Од 2002. године аеродром је закупљен од стране приватног предузећа Јавсон, а од 2005. године од стране друштва са ограниченом одговорношћу Нафтохимик Прикарпатја (подружница Укрнафта). Уговор са Нафтохимиком је истекао 2013. године.
Смештај
У Ивано-Франковску постоји много опција за смештај. Ивано-Франковск има хотел са четири звездице ("Парк Хотел") и три хотела са три звездице ("Нађа", "Аускопрут", "Пид Темплем").

### Руте
Град Ивано-Франковск налази се на раскрсници три главне (украјинске) руте: Х18, Х09, и Х10. Постоји такође једна важна регионална рута Т09-06. Све Х-руте су повезане са E50.

## Образовање
Град има преко 25 јавних школа општег образовања за разреде од 1. до 11. Постоје и неке школе и лицеји у приватном власништву. Поред тога, град има неколико професионалних јавних института.
Ту су и бројне спортске школе: Фитнес спортско друштво „Украјина“ - 5 школа, МВК - 3 школе, Фитнес спортско друштво „Спартак“ - 2 школе, Фитнес спортско друштво „Колос“ - 1 школа, и остале.

### Универзитети
Град има шест универзитета, Ивано-Франковски институт за менаџмент који је подружница Тернопољског националног економског универзитета и Ивано-Франковски институт за менаџмент и економију "Халицка академија". Сви ти универзитети финансирају се из државе благајне.
1. Васил Стефаник Прикарпатски национални универзитет
2. Ивано-Франковски национални технички универзитет за нафту и гас
3. Ивано-Франковски натионални медицински универзитет
4. Краљ Данијел Галицки, Ивано-Франковски универзитет права
5. Ивано-Франковска теолошка академија гркокатоличке цркве
6. Западно-украјински универзитет за економију и право

## Спорт
Ивано-Франковск је дом бројних спортских тимова. Најистакнутији је био фудбалски клуб Спартак Ивано-Франковск који је учествовао на националном нивоу од 1950-их. Од 2007. године клуб има само омладински тим Спартак-93 и такмичи се у Омладинској фудбалској лиги Украјине. Бивши председник Спартака Анатолиј Ревуцки реорганизовао је тим локалног универзитета (Универзитет за нафту и гас) 2007. године у нови "Прикарпатија" уз подршку градског градоначелника Ањушкевичуса. Раније током међуратног периода, град је био дом другог фудбалског клуба заснованог на локалном пољском гарнизону који се звао Ревера Станиславов (1908). Тај клуб се такмичио на регионалном нивоу који се развијао у том периоду. Почетком Другог светског рата, тај клуб је распуштен. Током совјетског периода, поред неколико других, постојао је и клуб „Електрон“, који је успешно учествовао на регионалном нивоу око 1970-их.
У граду такође постоји футсал екипа, Ураган Ивано-Франковск, који се такмичи у украјинском футсал првенству. Били су украјински шампиони у сезони 2010/11. и први пут учествовали у УЕФА футсал Лиги шампиона.
У граду је постојао хокејашки клуб  Ватра Ивано-Франковск, који је наступао у Хокејашкој лиги Украјине.
Ивано-Франковск је такође родни град успешних украјинских гимнастичарки,једна од њих је Дарија Згоба која је освојила злато на двовисинском разбоју на Европском првенству 2007. и била финалисткиња на Олимпијским играма у Пекингу, друга је Јана Демјанчук, која је освојила злато на греди на Европском првенству 2009. године.
Неки од осталих клубова:
- Говерла (кошарка)
- Роланд (рагби)

Главни стадиони и спортски комплекси
- МЦС Рух, спортски комплекс који се састоји од главне арене и два помоћна терена поред ње
- Јунист стадион
- Гирка стадион, власништво постројења за одржавање локомотива Ивано-Франковск
- Наука стадион, који припада Прикарпатском националном универзитету Васил Стефаник
- Стадион Универзитета за нафту и гас
- Спортско-рекреативни центар "Цунами", који има ледену арену за локална хокејашка догађања и аквапарк[27]

## Градски радио, телевизија, штампа
Штампа
- "Репортер" – недељник[28]
- "Галицки Кореспондент" – друштвено-политички недељник[29]
- "Галичина" – регионалне новине[30]

Радио
- "Захидњи Пољус (104.3 FM)" – градски радио[31]
- "Вежа (107 FM)" – градски радио[32]

Television
- "Ивано-Франковск ОДТРК" – регионална државна радиодифузна компанија[33]
- "Студио 3 " – регионална радиодифузна компанија[34]
- "Галичина" – регионална телевизија[35]

## Градови побратими
Ивано-Франковск је званично побратимљен са следећим градовима:
- Јелгава
- Нова Сол
- Арлингтон
- Тракај
- Хшанов
- Лублин
- Жешов
- Страшени
- Брест
- Хшанов
- Кошалин
- Брага
- Охота
- Ополе
- Преров
- Рибњик
- Свидњица
- Нанинг
- Томашов Мазовјецки
- Зјелона Гора
- Рустави

У фебруару 2016. Градско веће Ивано-Франковска прекинуло је своје побратимске односе са руским градовима Сургут, Серпухов и Велики Новгород услед Украјинске кризе.

### Градови партнери
Ивано-Франковск званично има партнерски однос са следећим градовима:
- Баја Маре, Румунија (1990)
- Њиређхаза, Мађарска (2004)
- Велики Варадин, Румунија (2003)
- Трговиште, Румунија (2005)

## Галерија
- Регионални музеј уметности
- Јерменска катедрала
- Стара вила
- Црква Аве Марија
- Споменик Адаму Мицкјевичу

- Историјска зграда (1897) у такозваној "банкарској четврти"
- Кућа Леона Гровера (1905)
- Архитектура у центру града
- Манастир васељенског сестринства
- Зграда окружног суда